# HD 34078
HD 34078 är en ensam stjärna belägen i den södra delen av stjärnbilden Kusken. Den har en genomsnittlig skenbar magnitud av ca 5,96 och är mycket svagt synlig för blotta ögat där ljusföroreningar ej förekommer. Baserat på parallax enligt Gaia Data Release 2 på ca 2,5 mas, beräknas den befinna sig på ett avstånd på ca 1 320 ljusår (ca 410 parsek) från solen. Den rör sig bort från solen med en heliocentrisk radialhastighet på ca 57 km/s.

## Egenskaper
HD 33463 är en blå stjärna i huvudserien av spektraltyp O9.5 V. Den har en massa som är ca 23 solmassor, en radie som är ca 7,5 solradier och har ca 59 000 gånger solens utstrålning av energi från dess fotosfär vid en effektiv temperatur av ca 33 000 K.

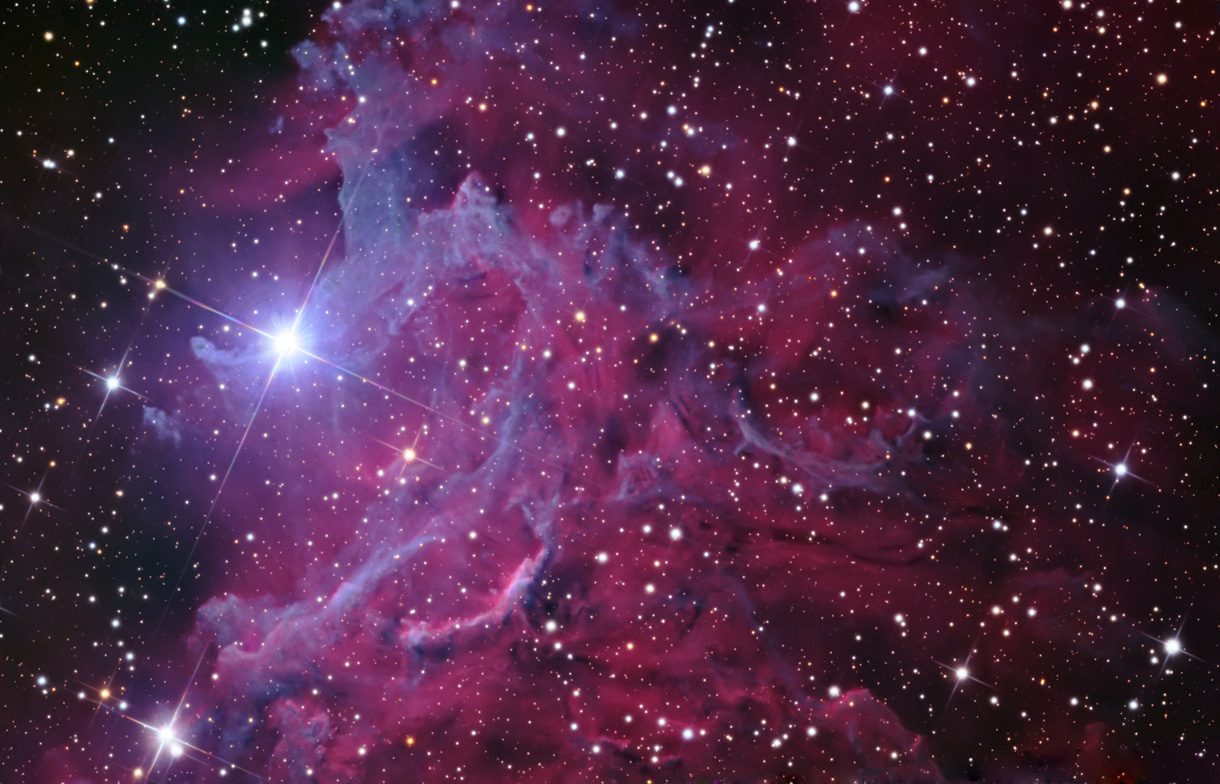
Nebulosan IC 405 vid HD 34078

HD 34078 klassificeras som en variabel stjärna av Oriontyp. Den är en flyktstjärna som kan ha kastats ut under en kollision mellan två dubbelstjärnor. Denna kollision, som också tillskrivs att ha stött ut Mu Columbae och eventuellt 53 Arietis, har spårats till Trapeziumhopen i Orionnebulosan för två miljoner år sedan. Dubbelstjärnan Jota Orionis kan ha varit den andra hälften av denna kollision.
HD 34078 anses tända upp Flaming Star-nebulosan, men den bildades inte i denna. Istället passerar den genom nebulosan med hög hastighet och genererar en kraftig chockvåg och elektromagnetisk strålning med hög energi.